# T-40
T-40 je bil amfibijski lahki tank Sovjetske zveze za časa druge svetovne vojne.

## Zgodovina tanka
T-40 je prišel kot zamenjava za tanka T-37 in T-38. Zamenjavo so začeli pripravljati avgusta 1939. Naredili so dva prototipa 010. Ta sta bila nato poslana v moskovsko tovarno #37. Opravili so več testov in poskušali izboljšati vse napake katere so se pojavile na prejšnjih dveh modelih. 19. decembra 1939 je bil tank sprejet v proizvodnjo. Moskovska tovarna #37 je do 1. marca 1940 pripravila 3 prototipne modele tanka T-40. Do 1. avgusta jih je bilo naročenih in narejenih še 15. Nato se je začela množična proizvodnja tega tanka. Serijska proizvodnja se je začela 1. oktobra. 
Poleti leta 1940 sta Georgij Konstantinovič Žukov (poveljnik sovjetskega generalštaba) in Semjon Konstantinovič Timošenko (obrambni minister) bila zelo presenečena nad zmožnostmi moskovske tovarne #37. Zavzemala sta se še za njeno posodobitev in povečanja proizvodnje zmogljivosti. Tudi to je zelo vplivalo na nadaljnji razvoj tanka. Sprva so načrtovali proizvodnjo stotih tankov do konca leta, vendar so jih naredili le 37 (brez 6 eksperimentalnih). Leta 1941 je bila proizvodnja povečana in do 22. junija je bilo narejenih 179 tankov.  
V sovjetski vojski je zelo primanjkovalo tankov, zato so hoteli proizvodnjo povečati. Povečali so jo tako, da so poenostavili tank. Odstranili so mu radio in amfibijske sposobnosti. V juliju je bilo narejenih 60 moderniziranih tankov. Sprva so se te tanki imenovali isto, vendar so jih po vojni preimenovali v T-40S (S je pomenilo sukhoputniy, slovensko kopenski). V letu 1941 jih je bilo narejenih 443.
Sprva je bil tank uporabljen kot drugi tank (T-26, serija BT) in ne kot načrtovano izvidniški tank. Največ so bili uporabljeni v bitki za Moskvo. Bili so zelo uporabni v močvirjih, kjer drugi večji in težji tanki niso bili toliko primerni. Sredi leta 1941 so se te tanki skoraj umaknili iz uporabe. vrnili so se šele pri prečkanju rek (na primer reko Dneper), kjer so sovjetski vojski zelo koristili. Od leta 1946 naprej so jih uporabljali kot trenažni tanki za šolanje posadk.